# Place d'Alliance
Place d'Alliance è una piazza di Nancy, creata dall'architetto Emmanuel Héré. Situata a Ville-neuve, la piazza si trova vicino alla famosa Place Stanislas, e appartiene allo stesso complesso urbano in stile classico voluto da Stanislas Leszczynski, dichiarato Patrimonio dell'umanità dall'UNESCO nel 1983.
La fontana centrale, la doppia fila di tigli secolari e le sobrie dimore che delimitano la piazza conferiscono al luogo un'atmosfera tranquilla e austera.

## Posizione e accesso
All'interno del territorio comunale di Nancy, la piazza si trova ad est del complesso urbanistico edificato negli anni 1750, ma resta nei pressi di Place Stanislas, a 150 metri, nel quartiere Carlo III-Centre-Ville. La piazza comprende rue Girardet, rue Guibal e rue Lyautey, che la attraversa, ed è completamente circondata dalla sede stradale, quest'ultima in parte utilizzata come parcheggio.
Il sito è servito dalla linea 1 del tram, con fermata alla stazione "Cattedrale", situata a circa 250 metri dalla piazza.

## Origine del nome
Il nome della piazza ricorda il Trattato di Alleanza.

## Storia
Prima della costruzione, nel 1751, il sito era l'orto giardino Ducale, costruito sull'ex bastione St. Jacques, dopo lo smantellamento dei bastioni di Nancy, nel 1698, durante il regno di Leopoldo di Lorena.
Per ordine di Stanislas Leszczynski, duca di Lorena, fu deciso di creare una nuova piazza vicino a Place Stanislas. Stanislas Leszczynski aveva inizialmente pensato di dedicare il luogo a Saint-Stanislas. Appare con questo nome sui bozzetti disegnati tra il 1751 e il 1753. Place Saint-Stanislas venne poi costruita da Emmanuel Héré. Molto rapidamente la piazza venne ribattezzata "Place d'Alliance" in omaggio alla firma del trattato di alleanza del 1756 tra Luigi XV e Maria Teresa d'Austria, moglie di Francesco I del Sacro Impero, imperatore romano germanico ma anche ex duca di Lorena, di cui Stanislas deteneva i ducati di Lorena e di Bar.
Durante la Rivoluzione, la piazza fu successivamente ribattezzata "Place de la Renommée", poi "place Chalier” in onore di Marie Joseph Chalier, sindaco di Lione durante il Terrore.

### Fontana

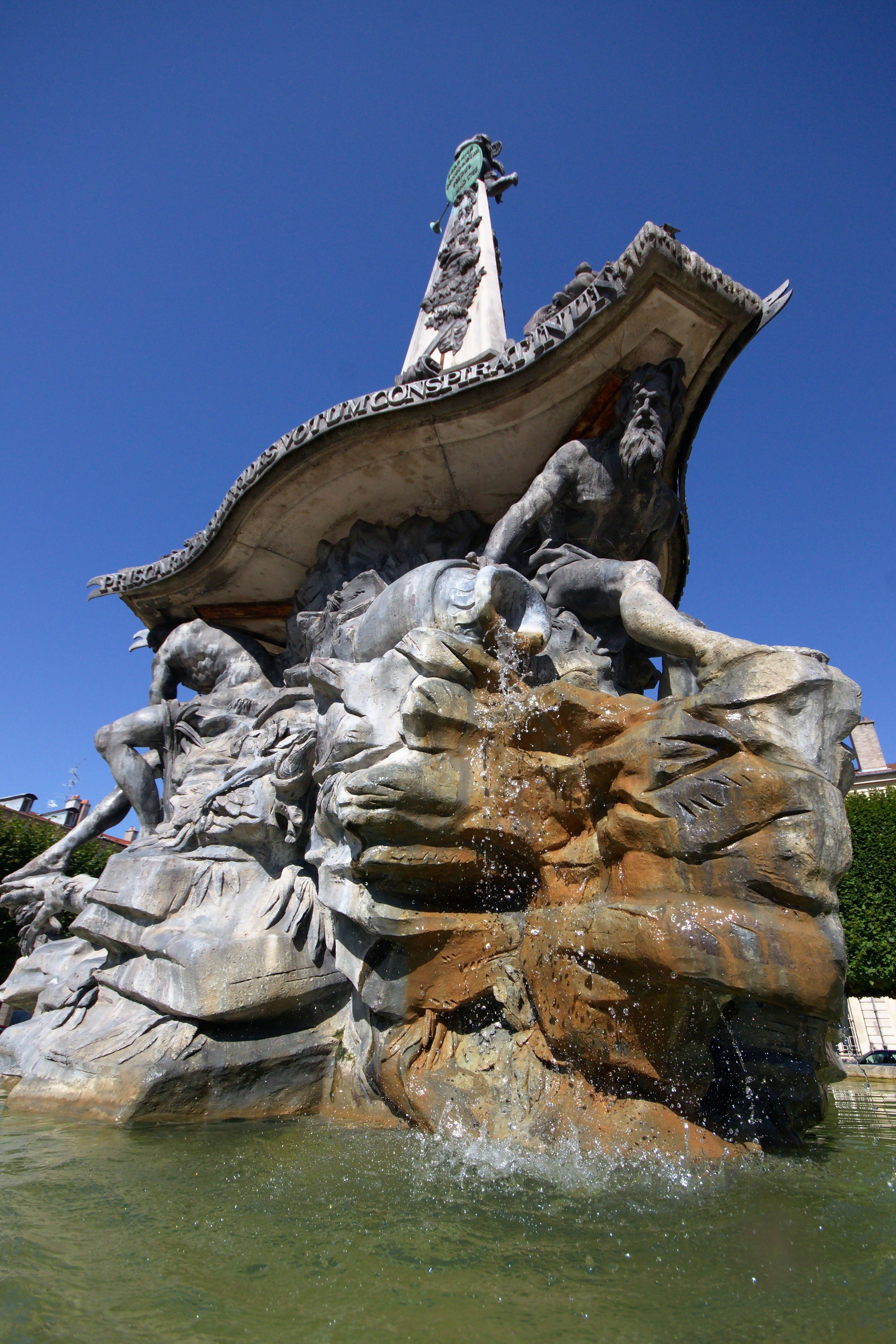
Fontana scolpita da Paul-Louis Cyfflé.

### UNESCO

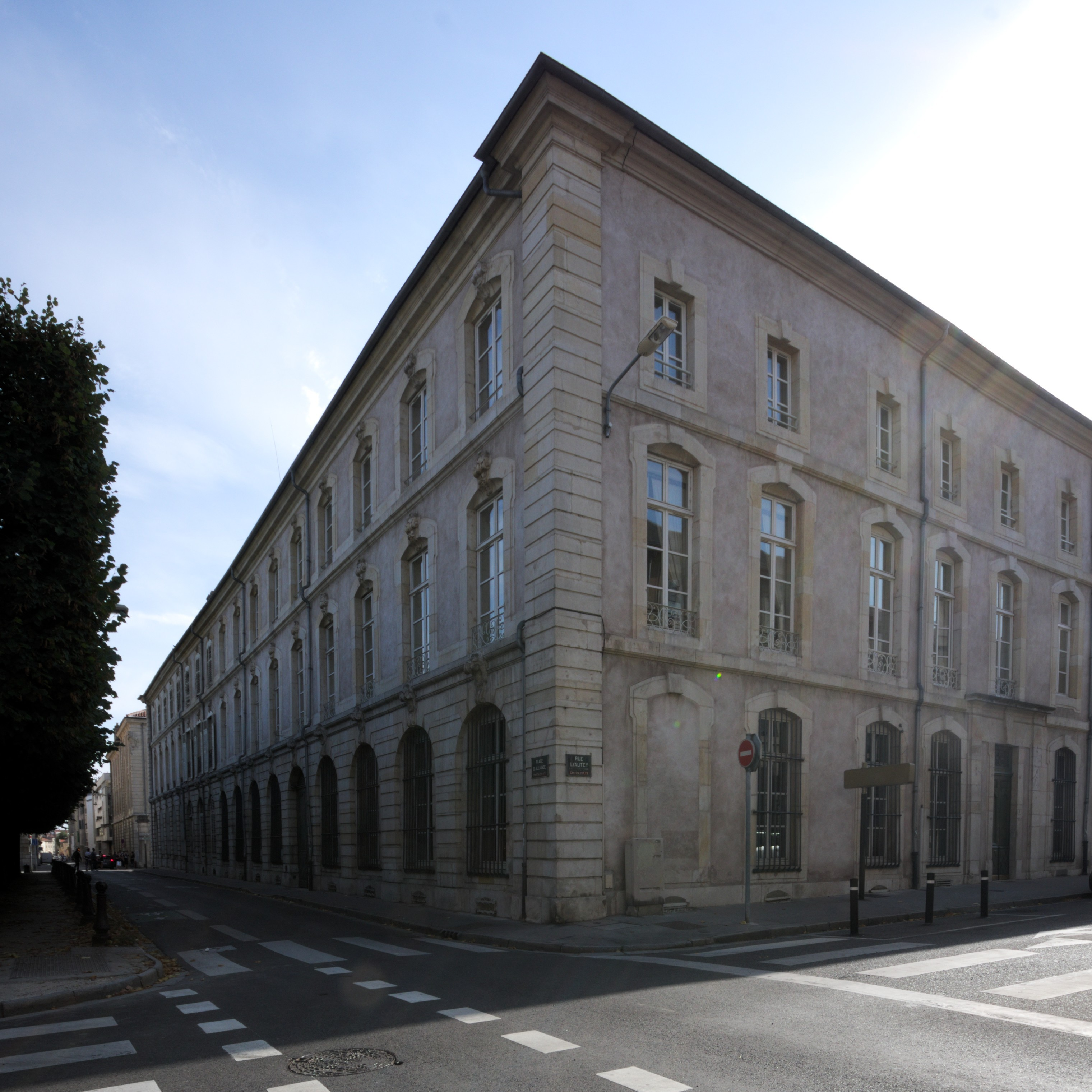
Edificio, 2 place d'Alliance.
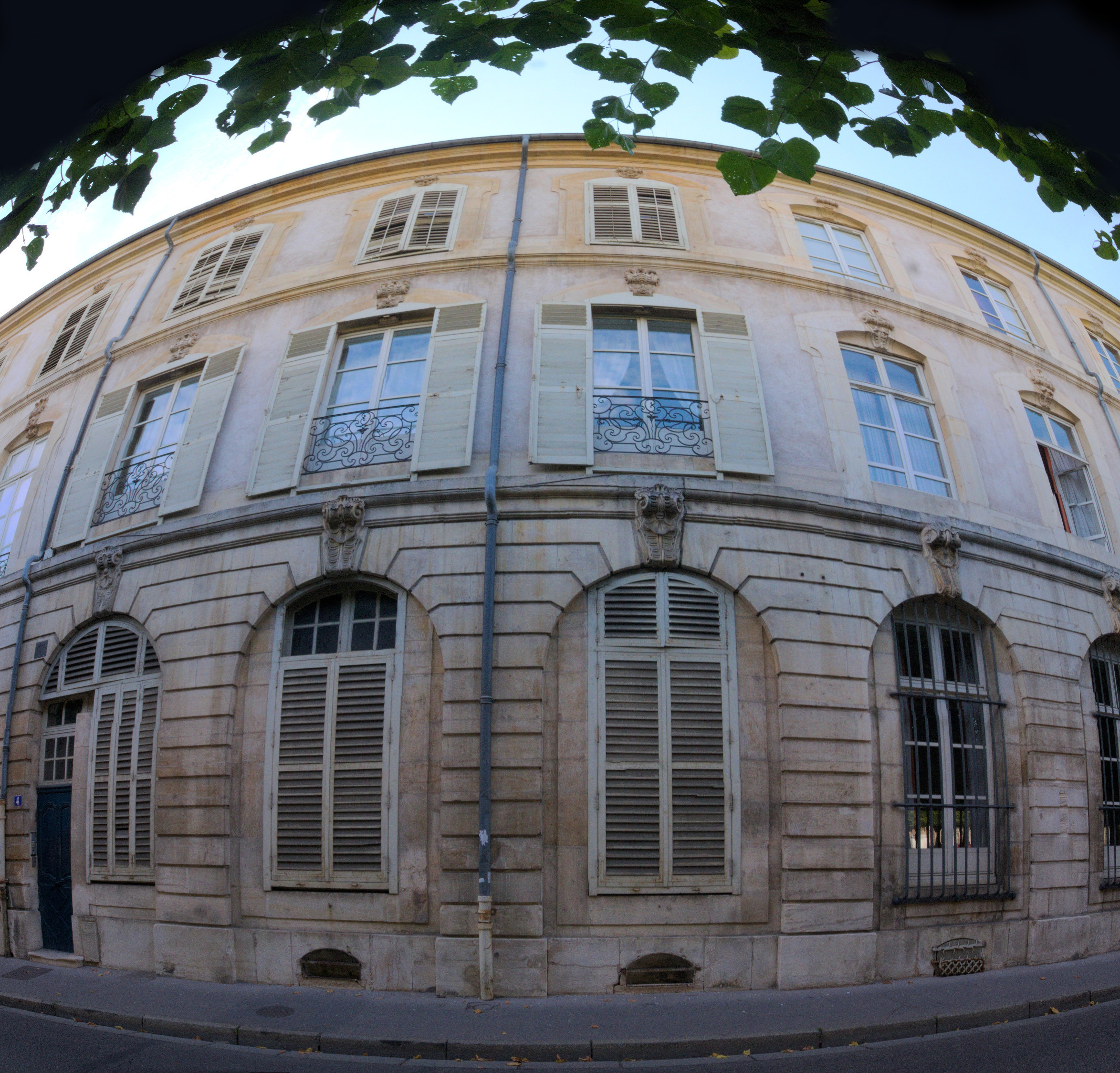
Edificio, 4 place d'Alliance.
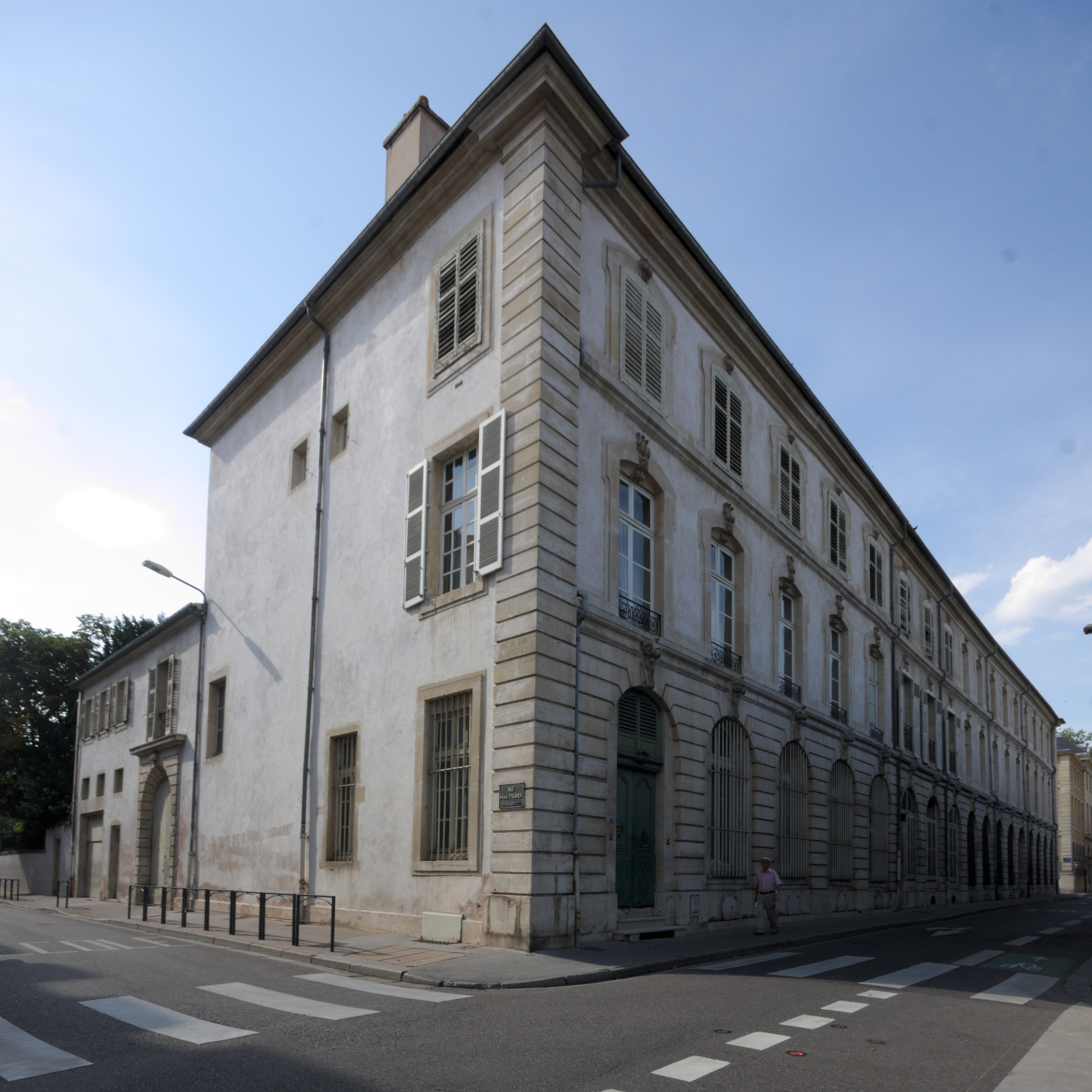
Edificio, 6 place d'Alliance.
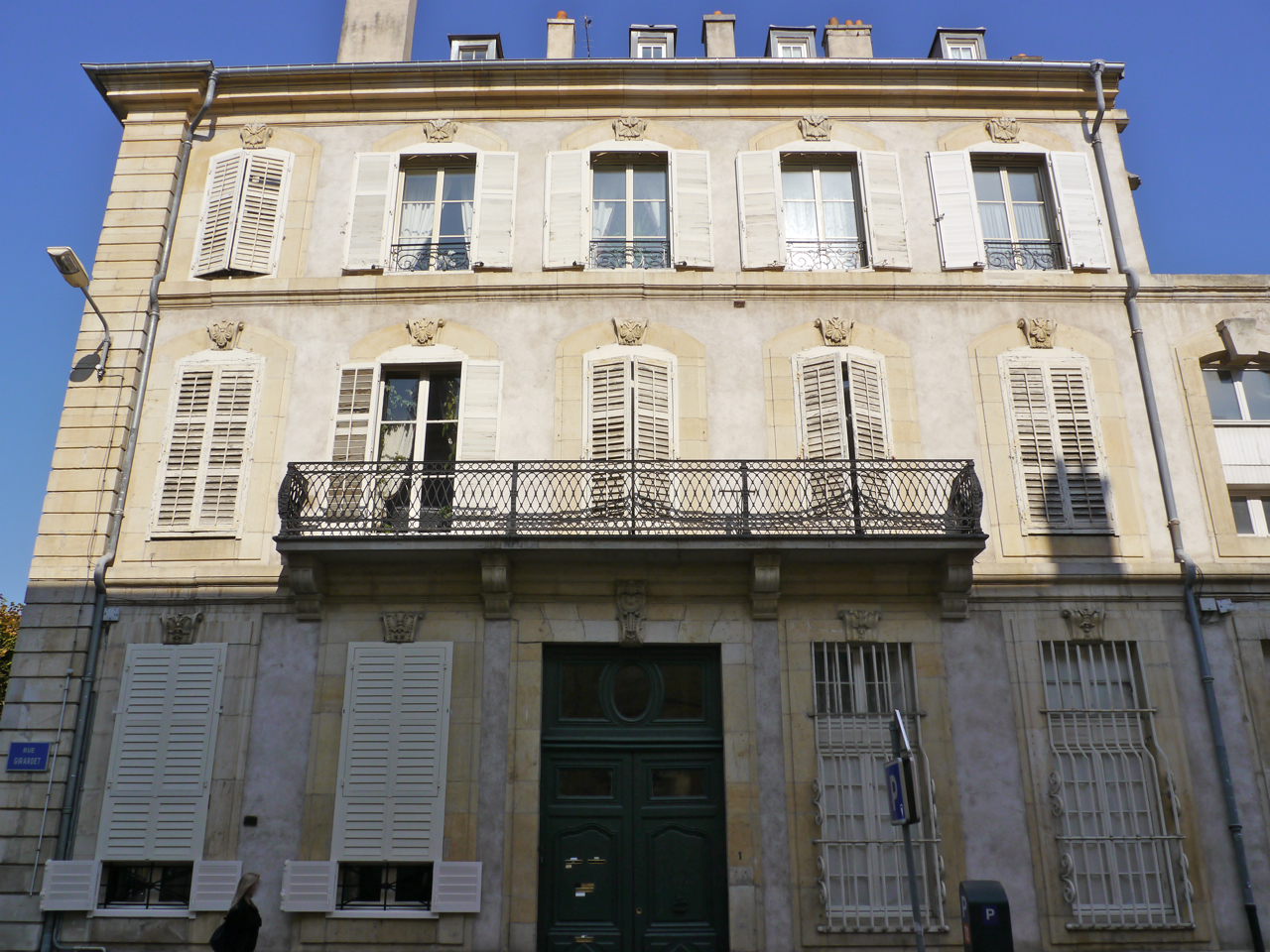
Hôtel d'Alsace, 8 place d'Alliance.